# フロム線
フロム線（フロムせん、ノルウェー語：Flåmsbana）は、ノルウェーのヴェストラン県アウルランにある鉄道路線である。フロム鉄道とも呼ばれる。
ミュルダル駅でベルゲン線から分岐し、ソグネ・フィヨルド沿岸のフロム駅に至る。急勾配の山間部を走り、風光明媚な景観を楽しむことのできる、ノルウェーの主要な観光名所となっている。

## 歴史

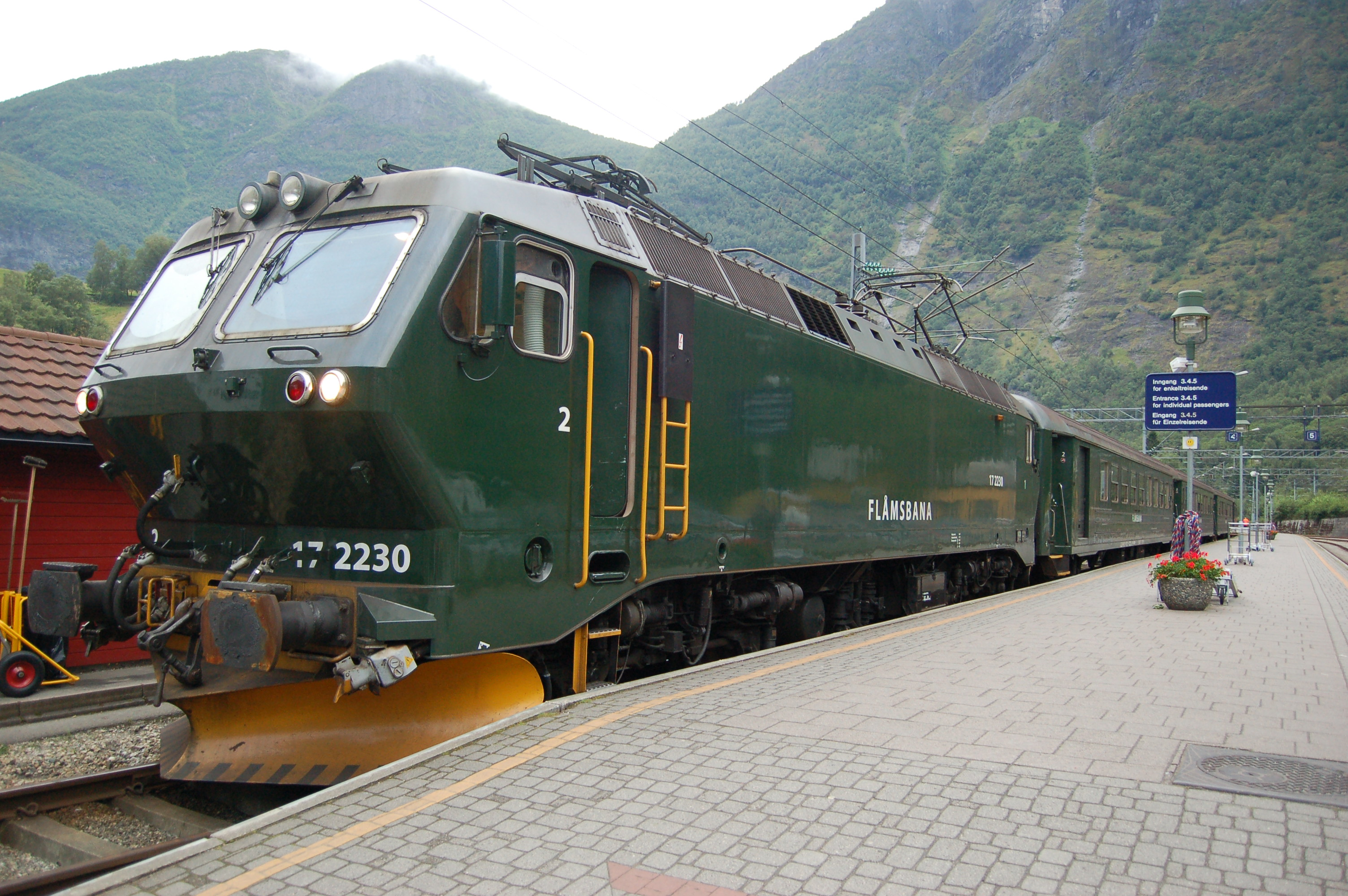
NSB El17型機関車
（2007年、フロム駅）

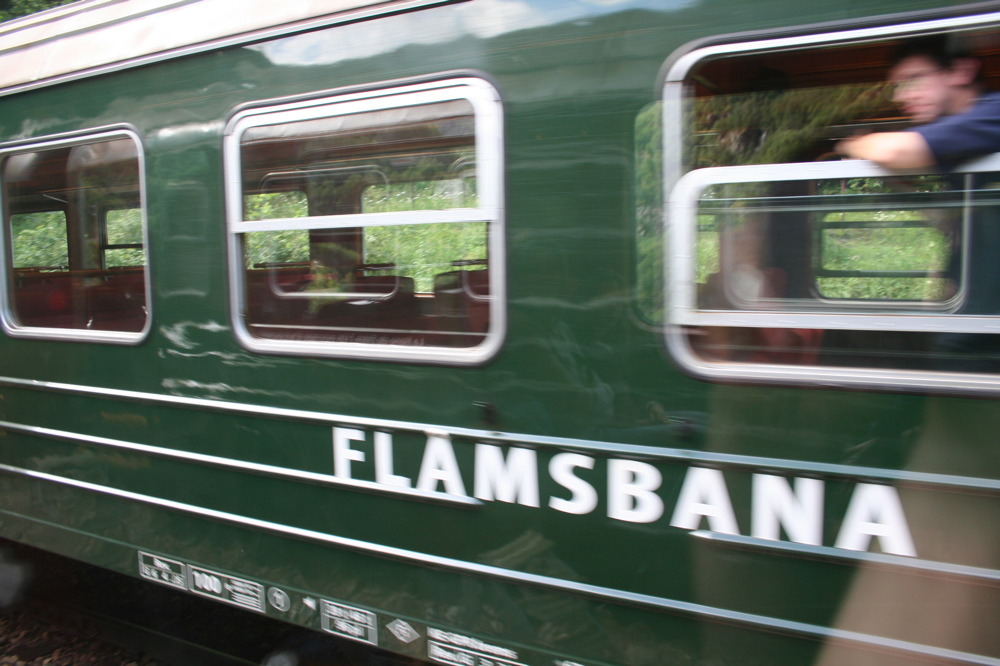
NSB B3型客車（2006年）

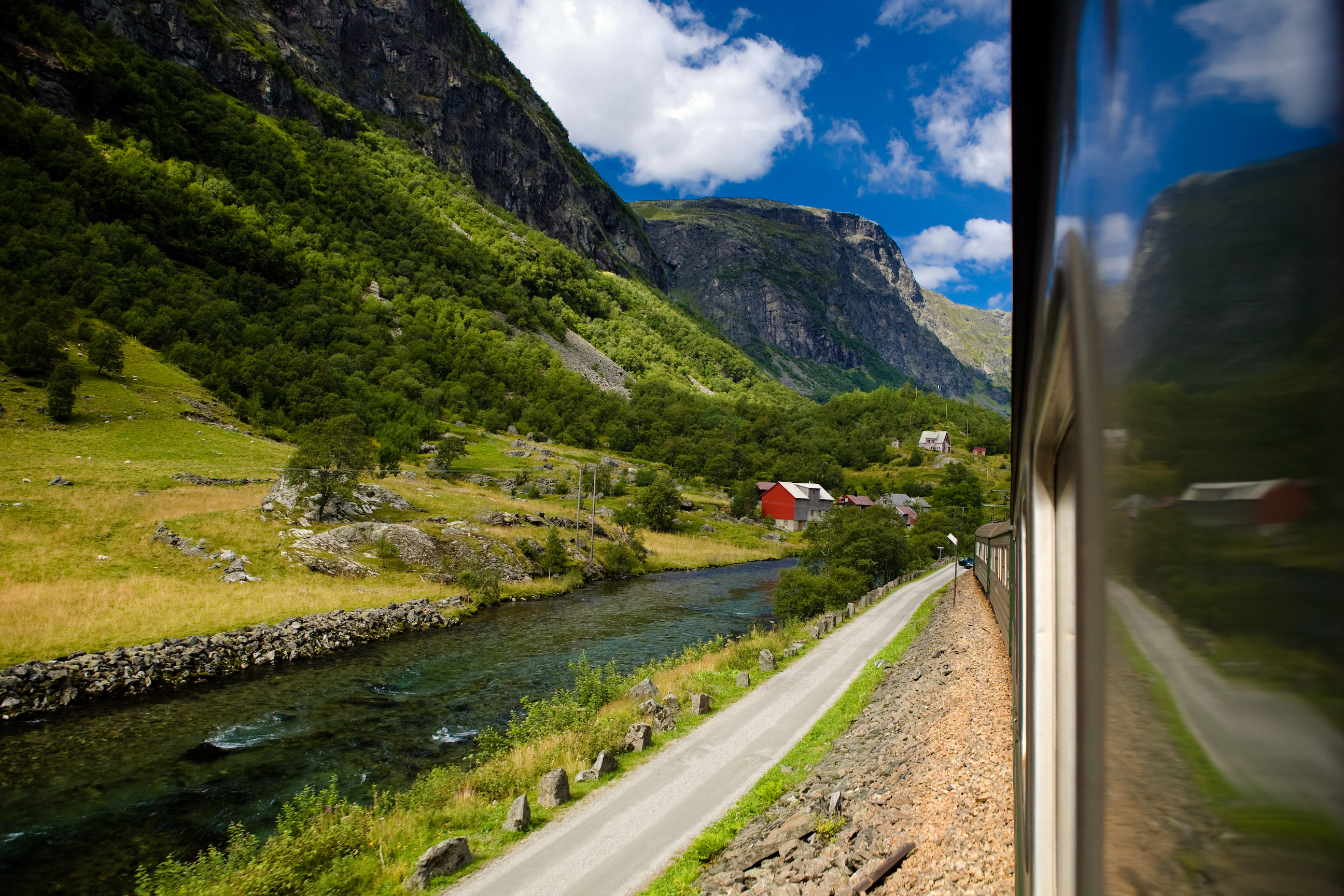
車窓からの景観

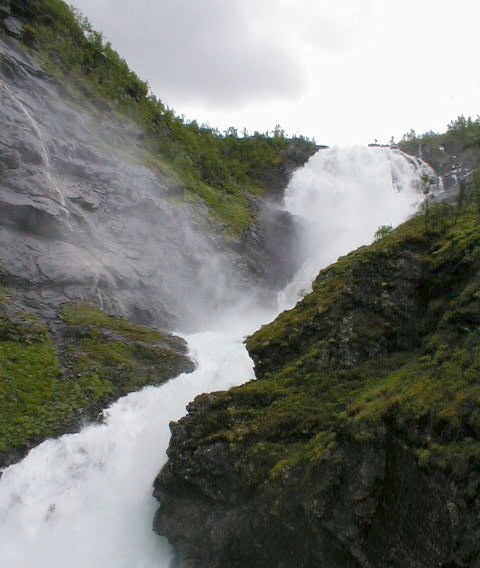
ショース滝

フロム線はベルゲン線とソグネ・フィヨルド沿岸地域を結ぶために建設された。
1908年にフロム線建設がノルウェー議会で可決された。1916年にルートが決定され、1923年に着工した。路線が通る20のトンネルのうち、18は手作業で掘られた。1940年に列車の運行が開始され、翌1941年から旅客列車が運行されるようになった。1944年に電化された。
1998年に民営化され、列車運行業務はノルウェー鉄道株式会社に承継された。路線そのものは国家機関のノルウェー鉄道庁）が保有している。

## 運営
列車運行業務はノルウェー鉄道株式会社が行うが、路線運営、チケット販売、危機管理、マーケティングは、地元の観光業者と自治体によって運営されている、フロム開発社が行う。列車は動力集中方式で運行され、1960年から運行されているNSB B3型客車をNSB El17型機関車が牽引する。それぞれの車両は濃緑色に塗装されている。年間を通して運行され、夏期は特に頻繁に運行される。貨物輸送はほとんど無いが、年間乗客数は500,000人を超え、2007年には最高記録の580,000人に達した。2008年現在、フロム線はノルウェーで3番目に多くの観光客の訪れる場所となっている。

## 路線概要
路線の長さは約20.2kmである。標高約865mに位置するミュルダル駅からフィヨルド沿岸にあるフロム駅を結ぶ。急勾配の山間部を走るために路線は曲がりくねっており、途中で20のトンネルを通過する。最大勾配はおよそ1:18 (55‰) である。途中のヴァトナハルセントンネルでは、高度を稼ぐために馬蹄型カーブ（180度旋回するカーブ）が存在する。ノルウェーにある他の大部分の営業路線と同様に標準軌の路線である。
全線の所要時間は約60分。最高40km/ｈ。

## 駅の一覧
- Myrdal （ミュルダル） ：en。標高865m。
- Vatnahalsen （ヴァトナハルセン） ：nn。標高811m。
- Reinunga （レインウンガ） ：nn。標高768m。
- Kjosfossen （ショースフォッセン） ：nn。標高669m。夏期にはこの駅で一定時間停車し、観光客がショース滝（英語版）（ノルウェー語名：Kjosfossen、英語名：Kjosfoss waterfall）を見るための時間をとる。なお、フロム線以外にここに到達する交通手段は無い。
- Kårdal （コールダル） ：標高556m。
- Blomheller （ブロムヘッラー） ：標高450m。
- Berekvam （ベーレクヴァム） ：標高345m。唯一の交換駅。
- Dalsbotn （ダルスボトン） ：標高200m。
- Håreina （ホーレイナ） ：標高48m。
- Lunden （ルンデン） ：標高16m。
- Flåm （フロム、フローム） ：en。標高2m。